# منشأة أبو الأخضر
قرية منشأة أبو الأخضر هي إحدى القرى التابعة لمركز الزقازيق في محافظة الشرقية في جمهورية مصر العربية. حسب إحصاءات سنة 2006، بلغ إجمالي السكان في منشأة أبو الأخضر 4188 نسمة، منهم 2200 رجل و1988 امرأة.